# Japan Tobacco International
Pour les articles homonymes, voir JTI.
 (septembre 2013).
Japan Tobacco International (JTI) fait partie du groupe Japan Tobacco, acteur mondial de premier plan de l’industrie du tabac. Le siège social est établi à Genève, en Suisse. Ses marques sont commercialisées dans 120 pays.
En 2018, JTI compte environ 40 000 employés dans le monde entier dans 120 pays, 24 usines (production de cigarettes), 6 centres de recherche & développement et 5 centres de traitement du tabac.
L'entreprise, depuis sa création, a adopté une stratégie de croissance externe, en rachetant régulièrement des marques et entreprises concurrentes.

## Historique
JTI est née en 1999 du rachat, à hauteur de 7,8 milliards de dollars américains, des opérations tabac internationales de l'entreprise américaine R.J. Reynolds et Johnny mulangu 
JTI est présente dans plusieurs pays, à travers le rachat par JT d'autres entreprises comme Gallaher Group en 2007.
JTI est aussi actionnaire majoritaire du groupe TCC (Tanzania Cigarette Company). Avec TCC, les marques JTI occupent la deuxième place du marché de cigarette en Tanzanie, en République démocratique du Congo et au Kenya.
JTI signe, en 2011, un contrat de coopération avec l'entreprise californienne de tabac chauffé Ploom. 
En 2012, JTI rachète la société belge de tabac Gryson pour 450 millions d'euros.
En janvier 2015, JTI rachète la marque Natural American Spirit hors des États-Unis auprès de R.J. Reynolds, pour un montant de 5 milliards de dollars américains.
En février 2015, l'entreprise achète également au fabricant de cigarettes électroniques américain Ploom les brevets et marques de son segment d'activité lié aux appareils de vaporisation du tabac. La même année, JTI rachète l'entreprise Ploom.

## Marques

### Principales marques mondiales
- Winston
- Mevius (anciennement Mild Seven)
- Camel
- Benson & Hedges
- Silk Cut (tabac de Virginie)
- Glamour (cigarettes fines)
- Sobranie
- LD (marque internationale)
- Natural American Spirit

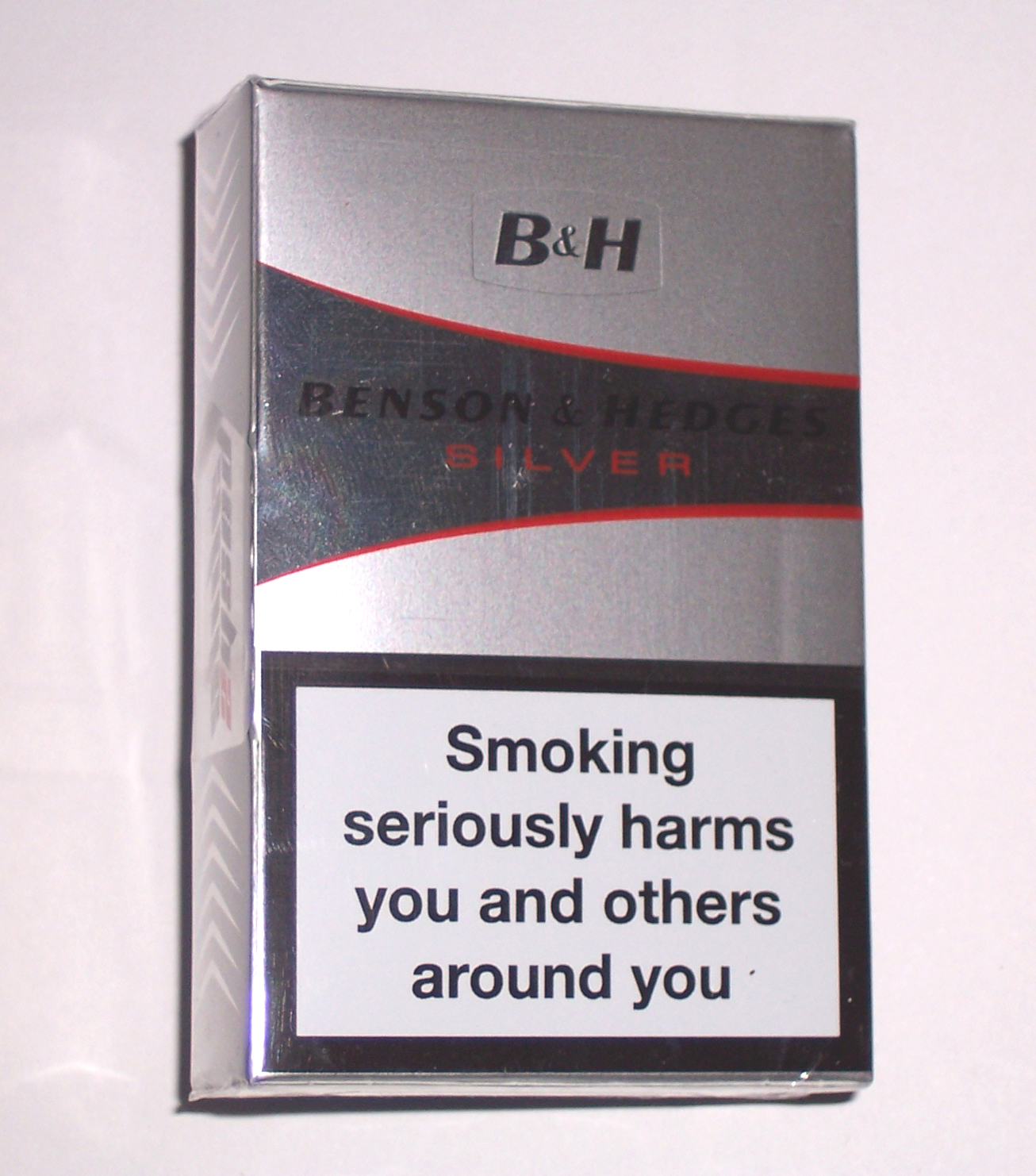
Benson & Hedges Silver
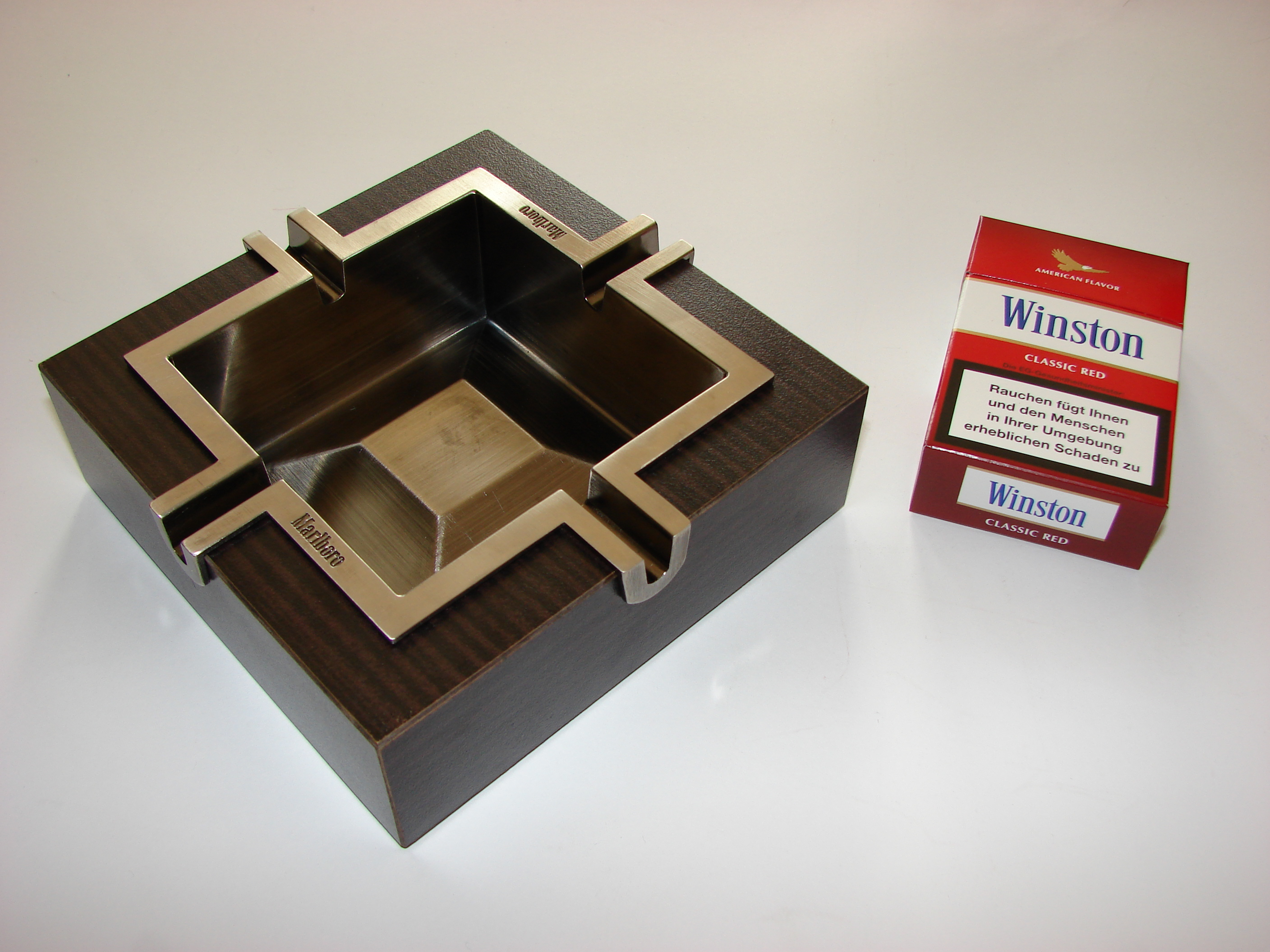
Un cendrier et un paquet de cigarettes Winston.

### Autres marques locales
- Export A (distribuée à travers le Canada)
- Coronas
- Ducat
- Magna
- Mayfair
- Memphis
- Mi Ne
- Monte Carlo: Source de la célèbre famille de  méthodes algorithmiques méthode de Monte-Carlo
- More
- Peter I
- Ronson
- Russian Style
- Salem
- Sovereign
- St George
- Troika
- Winchester

### Autres produits du tabac
- Hamlet (cigares)
- Old Holborn (tabac à rouler)
- Amber Leaf (tabac à rouler)
- Gustavus Snus (un tabac sans fumée de style suédois)
- Ploom (capsules de tabac chauffées dans un "vaporisateur")

### Cigarettes électroniques
- Logic
- Buble
- Viber
- Ngiotshi

### Autres marques
JTI dispose également d'un portefeuille de marques de cigarettes que l’entreprise commercialise localement.